# Islas Carolinas
Las islas Carolinas (en inglés Caroline Islands) son un archipiélago de la Micronesia, al oeste del océano Pacífico. Tienen una extensión de 1194 km² y 126 000 habitantes. El archipiélago está formado por casi un millar de atolones e islas, algunas de origen volcánico, sito al norte del ecuador.
Las principales islas son Ponapé, la más extensa y elevada, Truk, Kosrae, Yap y Palaos. Las cuatro primeras, las más orientales, han formado los Estados Federados de Micronesia, en tanto que Palaos, la más occidental, se ha constituido en república.
Las islas disfrutan de clima ecuatorial y en ellas existen explotaciones de cocoteros, mandioca y caña de azúcar. También existen yacimientos de bauxita y fosfatos. El gentilicio es carolino.

## Historia
Los primeros europeos que llegaron a las islas Carolinas fueron los exploradores portugueses Diogo da Rocha y Gomes de Sequeira en 1525, cuando una tormenta arrastró a los marineros portugueses hacia la isla de Ulithi y permanecieron allí durante varios meses. Poco después, los exploradores españoles Toribio Alonso de Salazar y Diego de Saavedra avistaron la isla de San Bartolomé o Taongui el 22 de agosto de 1526. El 1 de enero de 1528 el descubridor Álvaro de Saavedra tomó posesión en nombre del rey de España de las islas de Ulithi. El archipiélago recibió nuevas visitas españolas en 1542 (Islas Matelotes), 1543, 1545; en 1565 hizo escala en él Legazpi.
Eran conocidas con el nombre de Islas de las Hermanas, Hombres Pintados y Los Jardines, aunque se perdieron las noticias de ellas hasta que Francisco de Lezcano en 1686 llegó a Yap y las llamó Carolinas, en honor del rey Carlos II de España, haciendo extensible el nombre a las islas Palaos y a las que fueron rebautizadas como islas Gilbert e islas Marshall por los exploradores británicos del mismo nombre que las visitaron entre 1788, las primeras, y 1799, las segundas.
La colonización de las islas Carolinas revistió, como en la mayor parte de las empresas españolas, un marcado carácter religioso. Concedida la autorización para el envío de misioneros por real cédula de 19 de octubre de 1707, se realizaron varias expediciones a las islas Carolinas. Una de ellas fue la realizada por el padre Juan Antonio Cantova, que fue asesinado. Después de este suceso y hasta el año 1787, cesaron las relaciones de España con las islas Carolinas, relaciones que más tarde fueron reanudadas, pero esta vez con un carácter netamente comercial.
En 1852 el coronel español Coello indicó a su gobierno las ventajas que la ocupación efectiva de las islas Carolinas proporcionarían al comercio de Filipinas con Australia, Nueva Guinea y América, pero España hizo caso omiso de sus sugerencias hasta el año 1885, año en que el representante español Butrón firmó con los reyes de Koror y Artingal un acta por el cual se reconocía la soberanía del rey de España sobre las Carolinas. Una vez asegurado el territorio, España intentó establecer derechos aduaneros en la región en 1875, pero Alemania y el Reino Unido protestaron, ya que el anterior abandono de las islas por parte de España permitió la llegada de diferentes misiones de estos dos países. El conflicto surgido a causa de estos hechos fue sometido al arbitraje del papa León XIII, quien reconoció la prioridad de los derechos de España sobre las islas comprendidas hasta el grado 164 longitud este, asignando a Alemania las islas Marshall y la facultad de conservar una estación naval en una de las islas Carolinas, derecho que Alemania nunca utilizó.

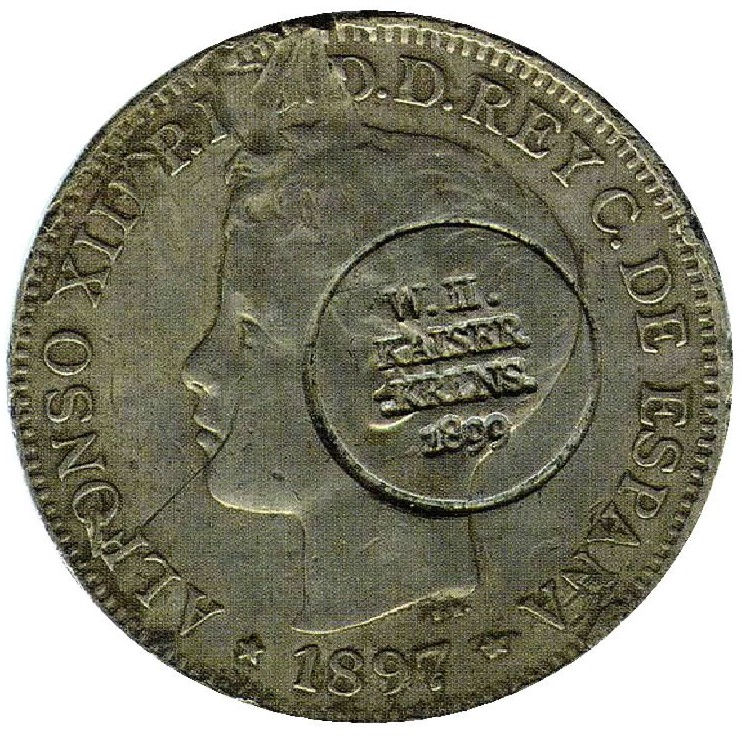
Moneda empleada en 1899 en las islas Carolinas. Se aprecia la marca de un punzón circular.

Después de la guerra hispano-estadounidense en 1898, las islas Carolinas y Marianas fueron vendidas a Alemania por 25 millones de pesetas en 1899, reservándose España el derecho de establecer un depósito de carbón en la zona. Para tomar posesión de estas islas fue enviado por parte de Alemania el cañonero Panther. A modo de testimonio histórico de la ocupación alemana de las islas Carolinas se utilizó en el año 1899 un punzón circular que se estampó sobre monedas de 5 marcos, pesos filipinos del rey Alfonso XIII y táleros de María Teresa I de Austria. Dicha contramarca contenía una leyenda que hacía referencia al emperador Guillermo II de Alemania: “W.II.KAISER.KRLNS” y fecha 1899.
Japón ocupó las islas en 1914 y en 1920 recibió un mandato de la Sociedad de Naciones para administrarlas. El archipiélago fue conquistado por tropas estadounidenses en el transcurso de la Segunda Guerra Mundial. Quedó bajo el control de las Naciones Unidas al finalizar la guerra y fue administrado por Estados Unidos de América de 1947 a 1990, fecha en la que los Estados Federados de Micronesia se proclamaron independientes. La república de Palaos decidió no unirse a la federación micronesia e independizarse, lo que llevó a cabo en 1994.

## Organización político-administrativa
Las islas Carolinas, después de sucesivos cambios políticos e históricos, quedaron constituidas en la actualidad básicamente por dos países independientes:
| Bandera | Escudo | País                            | Área    | Población      | División administrativa                               | Forma de gobierno                    | Mapa |
| ------- | ------ | ------------------------------- | ------- | -------------- | ----------------------------------------------------- | ------------------------------------ | ---- |
|         |        | Estados Federados de Micronesia | 702 km² | 107 862 (2007) | Organizada en 4 estados: Yap, Chuuk, Pohnpei y Kosrae | Federación, independiente desde 1990 |      |
|         |        | República de Palaos             | 458 km² | 20 842 (2007)  | Organizada en 16 estados                              | República, independiente desde 1994  |      |